# Bodorfa
Bodorfa ist eine ungarische Gemeinde im Kreis Sümeg im westlichen Teil des Komitats Veszprém. 

## Geografische Lage
Bodorfa liegt 43 Kilometer westlich des Komitatssitzes Veszprém und 12 Kilometer nordöstlich der Kreisstadt Sümeg. Nachbargemeinden sind Somlóvásárhely, Nemeshany und Káptalanfa.

## Geschichte
Der Ort wurde 1412 urkundlich unter dem Namen Sárosbodorfalu, 1531 als  Bodorfallwa und 1737 als Bodorfa erwähnt.  Im Jahr 1913 gab es in der damaligen Kleingemeinde 62 Häuser und 326 Einwohner auf einer Fläche von 387 Katastraljochen. Sie gehörte zu dieser Zeit zum Bezirk Sümeg im Komitat Zala.

## Sehenswürdigkeiten
- Gemeindepark
- Imre-Bodor-Statue (Bodor Imre szobra)
- Römisch-katholische Kirche Magyarok Nagyasszonya
- Weltkriegsdenkmal (I. és II. világháborús emlékmű)

## Verkehr
Bodorfa ist nur über die Nebenstraße Nr. 73153 zu erreichen. Südlich des Ortes verläuft die Landstraße Nr. 7324. Es bestehen Busverbindungen über Gyepükaján und Csabrendek nach Sümeg sowie über Nemeshany und Devecser nach Ajka. Der nächstgelegene Bahnhof befindet sich in nordöstlich in Devecser.